# Sukoró
Sukoró Fejér vármegyei község a Velencei-tó északi partján, az M7-es autópálya mellett a Gárdonyi járásban.

## Fekvése
Sukoró a Velencei-hegység keleti, a Velencei-medencébe ereszkedő lankáin, a Velencei-tó északi partján fekszik, a Velencei-hegység lábánál. Keletről Velence, északkeletről Nadap és délnyugatról Pákozd határolja.

A Velencei-tó térképe

### Közlekedése
Közigazgatási területén végighalad kelet-nyugati irányban az M7-es autópálya, de a sztráda község mellett haladó szakaszán semmilyen letérési lehetőség nincsen; csak a 8116-os út vezet végig a településen.
Autóbusszal Székesfehérvár, Velence és Kápolnásnyék felől megközelíthető és a Népliget (Budapest) felé is közlekednek autóbuszjáratok.

## Története
Sukoró a Buda és az Adriai-tenger között futó fő kereskedelmi út mellett feküdt. A középkorban Sukoró Pákozd után a környék meghatározó települése. Első fennmaradt írásos említése 1632-ből származik, amikor is egy egyházi összeírás szerint református prédikátora volt. Legrégebbi, mára már elveszett pecsétje azonban 1623-as keltezésű lehetett.
Római katolikus templomát a 17. században emelték. Az 1848–49-es forradalom és szabadságharc során a pákozdi csata előtti főhaditanács színhelye Sukoró volt. 1861 után, a Déli Vasút elkészültével Sukoró sokat veszít addigi jelentőségéből a növekvő déli parti Gárdonnyal szemben. Ismételt fejlődésnek csak az 1990-es évek második felében indult a község.
A település Fejér vármegye leggyorsabban fejlődő települése, egyre több német és holland keresi fel ingatlanszerzés céljából. Nagy arányú továbbá a vállalkozók száma is a településen.
2008 óta a község neve az ott tervezett kaszinóberuházás miatt elhíresült, politikai hívószóvá vált. A Gyurcsány-kormány idején izraeli befektetők egy csoportja Magyarországon, a település közelében nagyszabású kaszinó- és turisztikai beruházást kívánt megvalósítani. Az ellenzék a kormány és Gyurcsány Ferenc személye elleni általános támadások közepette élesen ellenezte a beruházást. A kormány szerint viszont az másfélszer annyi tőkét vonzott volna Magyarországra, mint az ugyancsak akkoriban megkötött megállapodás a Mercedes gyár kecskeméti telepének megépítéséről, és 1500 fő közvetlen foglalkoztatását tette volna lehetővé, ezért azt erősen támogatta, többek között telekcserével biztosított volna területet a számára. Az ellenzék elsősorban a telekcserét támadta, mert abban az állam megkárosítását látta, de fontos szerepet kaptak a környezetvédelmi aggodalmak is. Schiffer András feljelentést tett, a Polt Péter vezette ügyészség is vizsgálatot indított. A Gyurcsány-kormány bukása után utódja, Bajnai Gordon elállt a beruházás megvalósításától. Az üggyel kapcsolatos perek 2017 júliusában Tárai Miklóst és Császy Zsoltot harmadfokon jogerősen börtönbüntetésre ítélték. Az elítéltek nemzetközi fórumokhoz fellebbeztek a szerintük politikai indíttatású koncepciós eljárás miatt.

## Közélete

### Polgármesterei
- 1990–1994: Molnár Ferenc (független)[9]
- 1994–1998: Molnár Ferenc (független)[10]
- 1998–2002: Molnár Ferenc (független)[11]
- 2002–2006: Molnár Ferenc (független)[12]
- 2006–2010: Molnár Gábor (független)[13]
- 2010–2014: Mészárosné Hegyi Gyöngyi Éva (független)[14]
- 2014–2019: Mészárosné Hegyi Gyöngyi Éva (független)[15]
- 2019–2024: Mészárosné Hegyi Gyöngyi Éva (Fidesz-KDNP)[16]
- 2024– : Mészárosné Hegyi Gyöngyi Éva (Fidesz-KDNP)[1]

## Népesség
A település népességének változása:
| Lakosok száma | 1343 | 1377 | 1402 | 1961 | 2003 | 2029 | 2078 |
|               | 2013 | 2014 | 2015 | 2021 | 2022 | 2023 | 2024 |

A 2011-es népszámlálás során a lakosok 90,8%-a magyarnak, 0,5% lengyelnek, 2,7% németnek, 0,5% románnak, 0,2% szlovénnek mondta magát (8,8% nem nyilatkozott; a kettős identitások miatt a végösszeg nagyobb lehet 100%-nál). A vallási megoszlás a következő volt: római katolikus 35,2%, református 19%, evangélikus 0,7%, görögkatolikus 0,7%, felekezeten kívüli 16% (27,1% nem nyilatkozott).
2022-ben a lakosság 90,7%-a vallotta magát magyarnak, 2,3% németnek, 0,2% lengyelnek, 0,1-0,1% örménynek, bolgárnak és cigánynak, 5,1% egyéb, nem hazai nemzetiségűnek (8,7% nem nyilatkozott; a kettős identitások miatt a végösszeg nagyobb lehet 100%-nál). Vallásuk szerint 26,5% volt római katolikus, 13,2% református, 1% evangélikus, 0,4% görög katolikus, 0,2% izraelita, 2,2% egyéb keresztény, 0,4% egyéb katolikus, 17% felekezeten kívüli (38,8% nem válaszolt).

## Látnivalók
- Gyapjaszsák (ingókő)
- Meleghegyi gránitsziklák
- Angelika-forrás
- Arborétum

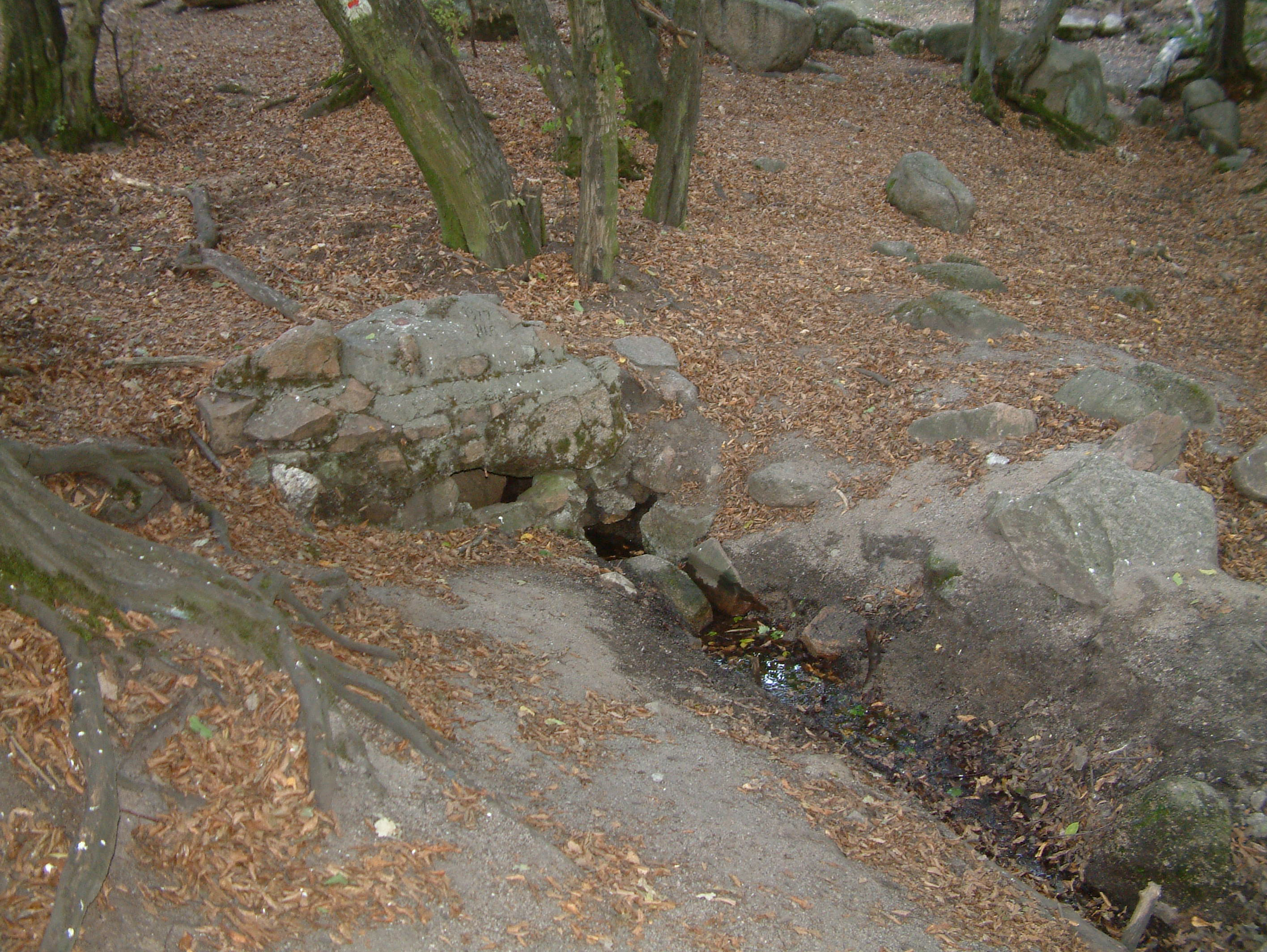
Angelika-forrás

- Római katolikus templom (17. században)
- Református templom (1832). A pákozdi csata előestéjén (1848. szeptember 28-án) itt tartották a haditanácsot, a fiatal Móga János altábornagy vezetésével. A vita hevében az 1805-ből származó úrasztalra „helyezte” a kardját, mellyel ma is látható sérülést okozott.
- Néprajzi Ház

## Rendezvények
Minden évben kajak-kenu versenyeket is szoktak rendezni a falu külterületén. Ilyen például a Vidék bajnokság, Országos bajnokságok és a régiónként megrendezett Duna-Régió Diákolimpia.

## Testvértelepülés
- Rimsting ( Németország)

## Híres lakosai
- Kulcsár Anita[19]